# Egerska nadbiskupija
Egerska biskupija je nadbiskupija u Mađarskoj, sa sjedištem u Egeru.
Utemeljena je 1000. kao Egerska biskupija. 9. kolovoza 1804. je uzdignuta na razinu metropolitanske nadbiskupije.
Katedralna crkva je metropolitanska bazilika sv. Ivana apostola i evanđelista, sv. Mihovila arkanđela i Bezgrješnog Začeća (mađ. Szent János apostol és evangélista, Szent Mihály főangyal, Szeplőtelen Fogantatás főszékesegyház bazilika).
Sufraganske biskupije su Vacka biskupija i Debrecinsko-njiređhaska_biskupija.

## Biskupi
- egerski biskupi (Roman rite)
  - nadbiskup Csaba Ternyák (15. ožujka 2007. - )
  - nadbiskup István Seregély (5. lipnja 1987. – 15. ožujka 2007.)
  - nadbiskup László Kádár, O. Cist. (2. ožujka 1978. – 20. prosinca 1986.)
  - nadbiskup József Bánk (2. veljače 1974. – 2. ožujka 1978.)
  - nadbiskup Pavol Brezanóczy (10. siječnja 1969. – 11. veljače 1972.)
  - nadbiskup Pavol Brezanóczy (apostolski administrator 1959. – 15. rujna 1964.)
  - nadbiskup Giulio Czapik (7. svibnja 1943. – 25. travnja 1956.)
  - nadbiskup Ludovít Szmrecsányi (20. listopada 1912. – 28. siječnja 1943.)
  - kardinal József Samassa (25. srpnja 1873. – 20. kolovoza 1912.)
  - nadbiskup Béla Bartakovič (30. rujna 1850. – ?)
  - patrijarh Ján Krstitel Ladislav Pryker, O.Cist (9. travnja 1827. – 20. prosinca 1847.)
  - nadbiskup Istvan Fischer de Nagy (18. rujna 1807. – 4. srpnja 1822.)
  - nadbiskup Ferenc Fuchs (9. kolovoza 1804. – ?)

- - nadbiskup Štefan Szuhay (1600. – 1607.)
  - kardinal Antun Vrančić (17. srpnja 1560. – 25. rujna 1570.)
  - biskup František Ujlaky (3. kolovoza 1554. – 1. veljače 1555.)
  - nadbiskup Pavol Várdai (1523. – 1526.)
  - papa Klement VII. (Giulio de Medici) (12. rujna 1520. – 18. lipnja 1523.)
  - kardinal Ippolito I d’Este (apostolski administrator 20. prosinca 1497. – 3. rujna 1520.)
  - kardinal Toma Bakač (9. lipnja 1497. – 20. prosinca 1497.)
  - nadbiskup Johann Beckenschlager (13. lipnja 1467. – 15. ožujka 1474.)

## Vanjske poveznice
- (mađ.) Biskupija